# Maurice Rouvier
Maurice Rouvier (Aix-en-Provence, 17 de abril de 1842-Neuilly-sur-Seine, 7 de junio de 1911) fue un banquero, periodista y político francés. Fue un republicano del grupo conocido como oportunistas, y se desempeñó como primer ministro de Francia en dos oportunidades, la primera en 1887, y nuevamente entre 1905 y 1906. En varias oportunidades se desempeñó como ministro de Finanzas de Francia.
Comenzó su carrera como banquero en Marsella. Apoyó a la presidencia a Léon Gambetta en 1867, considera como el padre de la Tercera República y fundó el diario antiimperialista L'Egalité.
Su servicio público es recordado por sus políticas económicas y sus medidas impopulares tendientes a evitar un ruptura diplomática con Alemania. 
Fue el primer ministro que presentó la ley de separación Iglesia y Estado, ya que su predecesor, Émile Combes, quien había sido un feroz impulsor de la misma, había renunciado por un escándalo político. En cuanto a la política exterior, su ministro Théophile Delcassé había llegado a un acuerdo secreto con España con respecto a la cuestión marroquí, lo que Rouvier le reprochó y este renunció. Sus políticas exteriores, como en cuanto a Marruecos, fueron vistas como un intento de congraciarse con Berlín.